# ريك سكوت
ريتشارد لين سكوت (بالإنجليزية: Richard Lynn Scott) (اسمه قبل الزواج بمييرز، 1 ديسمبر 1952) سياسي أمريكي هو عضو حديث العهد في مجلس الشيوخ الأمريكي عن ولاية فلوريدا منذ عام 2019. عضو في الحزب الجمهوري، كان الحاكم الـ45 لفلوريدا منذ عام 2011 حتى عام 2019.
سكوت خريج جامعة ميسوري، مدينة كانساس وخريج مدرسة القانون في الجامعة الميثودية الجنوبية. في عام 1987، بعد خدمته في البحرية الأمريكية وبعد أن أصبح شريكًا في شركة قانونية، ساهم في تأسيس مؤسسة مشفى كولومبيا. اندمج مشفى كولومبيا في وقت لاحق مع مؤسسة أخرى ليشكلان كولومبيا\إتش سي إيه، التي أصبحت في نهاية المطاف أضخم شركة رعاية صحية ربحية خاصة في الولايات المتحدة. تعرض سكوت لضغوط ليقدم استقالته كمدير تنفيذي لكولومبيا كولومبيا\إتش سي إيه في عام 1997. خلال عمله كمدير تنفيذي، سلب شركة دعم ميديكير وميديكإيد وبرامج فيدرالية أخرى حقها بالاحتيال. في نهاية المطاف غرمت وزارة العدل الشركة 1.7 مليار دولار في ما كان آنذاك أضخم تسوية لاحتيال رعاية صحية في تاريخ الولايات المتحدة. لم توجَّه تهمة بجريمة لسكوت. في أعقاب خروجه من كولومبيا\إتش سي إيه، أصبح سكوت مستثمرًا في مشاريع تكتنفها المخاطر وسعى وراء مشاريع تجارية أخرى.
في عام 2010 ترشح سكوت لمنصب حاكم ولاية فلوريدا. وهزم بيل مكولوم في انتخابات جمهورية أولية كانت محتدمة التنافس، وبعدها هزم بفارق ضئيل المرشح الديمقراطي أليكس سينك في الانتخابات العامة. أعيد انتخاب سكوت في عام 2014، إذ هزم الحاكم السابق تشارلي كريست. منعه حد مدة الولاية من الترشح لإعادة انتخاب في عام 2018، وبدلًا من ذلك ترشح في ذلك العام لعضوية في مجلس الشيوخ الأمريكي.
فاز سكوت في انتخابات مجلس الشيوخ عن ولاية فلوريدا في عام 2018، إذ هزم الديمقراطي بيل نيلسون الذي كان يشغل المنصب. كانت نتائج الانتخابات الأولية متقاربة بشدة إلى درجة أنها دفعت إلى إعادة إجبارية لفرز الأصوات. أظهرت إعادة فرز الأصوات أن سكوت كان قد حقق الفوز بمجموع 10,033 صوت، عندئذ انسحب نيلسون من السباق. تولى سكوت المنصب بعد نهاية ولايته كحاكم لولاية فلوريدا في 8 يناير 2019.

## نشأته وتعليمه
وُلد ريك سكوت ومُنح اسم ريتشارد لين مييرز في بلومينغتون، ليونويس، في 1 ديسمبر 1952. لم يلتق سكوت قط بأبيه البيولوجي، غوردون ويليام مييرز، الذي وصفته أم سكوت، إسثر جاي. سكوت (اسمها قبل الزواج فراي، 20 أكتوبر 1928 – 13 نوفمبر 2012) على أنه مدمن كحول مؤذ. توصل والدا سكوت إلى الطلاق خلال طفولته.
في عام 1954، تزوجت إسثر أوروبا جورج سكوت الابن (توفي في عام 2006)، الذي كان يعمل كسائق شاحنة. تبنّى أوروبا ريك الصغير الذي أخذ كنية والده بالتبني وبات يُعرف بريتشارد لين سكوت. ترعرع سكوت في مدينة كانساس الشمالية، ميسوري، وكان الثاني من بين خمسة أولاد. كانت أسرته من الطبقة الوسطى الدنيى وكانت تعيش ضائقة مالية، عملت إسثر سكوت كراهبة في جاي. سي. بيني، من بين مهن أخرى.
تخرج سكوت في ثانوية مدينة كانساس الشمالية في عام 1970. والتحق بعدها لعام بتجمع الجامعة وجُنّد في البحرية الأمريكية أيضًا في عام 1970. بقي سكوت في البحرية الأمريكية لمدة 29 شهرًا وعمِل في يو إس إس غلوفر (إف إف-1098) كتقني رادار.
التحق سكوت بجامعة في جي آي بيل، وتخرج في جامعة مدينة ميسوري-كانساس بدرجة بكالوريوس في العلوم في إدارة الأعمال. نال درجة دكتور يوريس من خلال العمل في الجامعة الميثودية الجنوبية.